# ゲルマニウム化コバルト
ゲルマニウム化コバルト(Cobalt germanide, CoGe)は金属間化合物で、コバルトのゲルマニウム化物である。
立方晶の結晶（空間群 P213, cP8, a = 0.4631 nm）は、コバルトとゲルマニウムの粉末を圧力4 GPa、温度800-1000℃で1－3時間処理することで得られる。反転中心がないためらせん状で、右巻きと左巻きのキラリティがある。準安定状態であり、続けて常圧で600℃に加熱すると単斜晶系に変化する。
遷移温度Tc = 132 Kの反強磁性である。